# 短喙赤桉
短喙赤桉（学名：Eucalyptus camaldulensis var. brevirostris）为桃金娘科桉属下的一个变种。

## 扩展阅读
- 維基物種上的相關：短喙赤桉